# فرودگاه آبی کنفدریشن لیک
فرودگاه آبی کنفدریشن لیک (به انگلیسی: Confederation Lake Water Aerodrome) یک فرودگاه همگانی است که یک باند فرود آب دارد. این فرودگاه در کشور کانادا قرار دارد و در ارتفاع ۴۰۳ متری از سطح دریا واقع شده‌است.